# Myophthiria malayana
Myophthiria malayana är en tvåvingeart som beskrevs av Maa 1980. Myophthiria malayana ingår i släktet Myophthiria och familjen lusflugor. Inga underarter finns listade i Catalogue of Life.